# 마하트마 간디
모한다스 카람찬드 간디(구자라트어: મોહનદાસ કરમચંદ ગાંધી, 힌디어: मोहनदास करमचन्द गांधी, 영어: Mohandas Karamchand Gandhi, 1869년 10월 2일 ~ 1948년 1월 30일)는 인도의 정신적·정치적 지도자로, 마하트마 간디(Mahatma Gandhi)라는 이름으로 널리 알려져 있는데 '마하트마'는 위대한 영혼이라는 뜻으로 인도의 시인인 타고르가 지어준 이름이다. 영국 유학을 다녀왔으며, 인도의 영국 식민지 기간(1859~1948) 중 대부분을 영국으로부터의 인도 독립 운동을 지도하였다.
1890년 영국 런던 대학교 법학과를 중퇴한 그는 이후 1916년 영국 런던 대학교 법학과에서 명예 학사 학위를 받았다. 영국의 제국주의에 맞서 반영 인도 독립운동과 무료 변호, 사티아그라하 등 무저항 비폭력 운동을 전개해 나갔다. 인도의 작은 소공국인 포르밴더의 총리를 지냈던 아버지 카람찬드 간디의 셋째 아들로 태어났으며, 종교는 부모의 영향으로 힌두교이다. 인도의 화폐인 루피의 초상화에도 그의 그림이 그려져 있다. 사실 간디는 가난하지 않은 풍족한 삶을 대학교까지 즐겼다.
간디의 생일인 10월 2일은 인도에서 국경일인 '간디 자얀티'로, 전 세계적으로는 '국제 비폭력의 날'로 기념되고 있다. 간디는 공식적으로는 아니지만 일반적으로 '인도의 아버지'라고 여겨지고, 보통 바푸(구자라티어: 아버지의 사랑)라고 불렸다.

## 생애
간디는 인도 서부에서 유명 항구도시인 포르반다르의 명문가에서 출생하였다. 부모에게서 인도의 전통종교중 하나인 자이나교의 교육을 받으며, 일곱 살 때 아버지가 수상으로 부임한 라지코트로 이사했다. 아버지는 배움은 없었으나 아들의 말을 믿어주고 배려하는 분이었으며, 어머니는 힌두교의 교리와 전통을 성실하게 지키는 신실한 힌두교 신자였다. 이러한 가정환경은 간디에게 고지식할 정도로 정직한 성격과 성실한 믿음을 심어주었다. 간디는 청소년 시기에 방황하기도 했지만, 아버지가 따뜻하게 감싸주심을 경험하면서 자연스레 상처를 치유했다고 한다.

#### 결혼

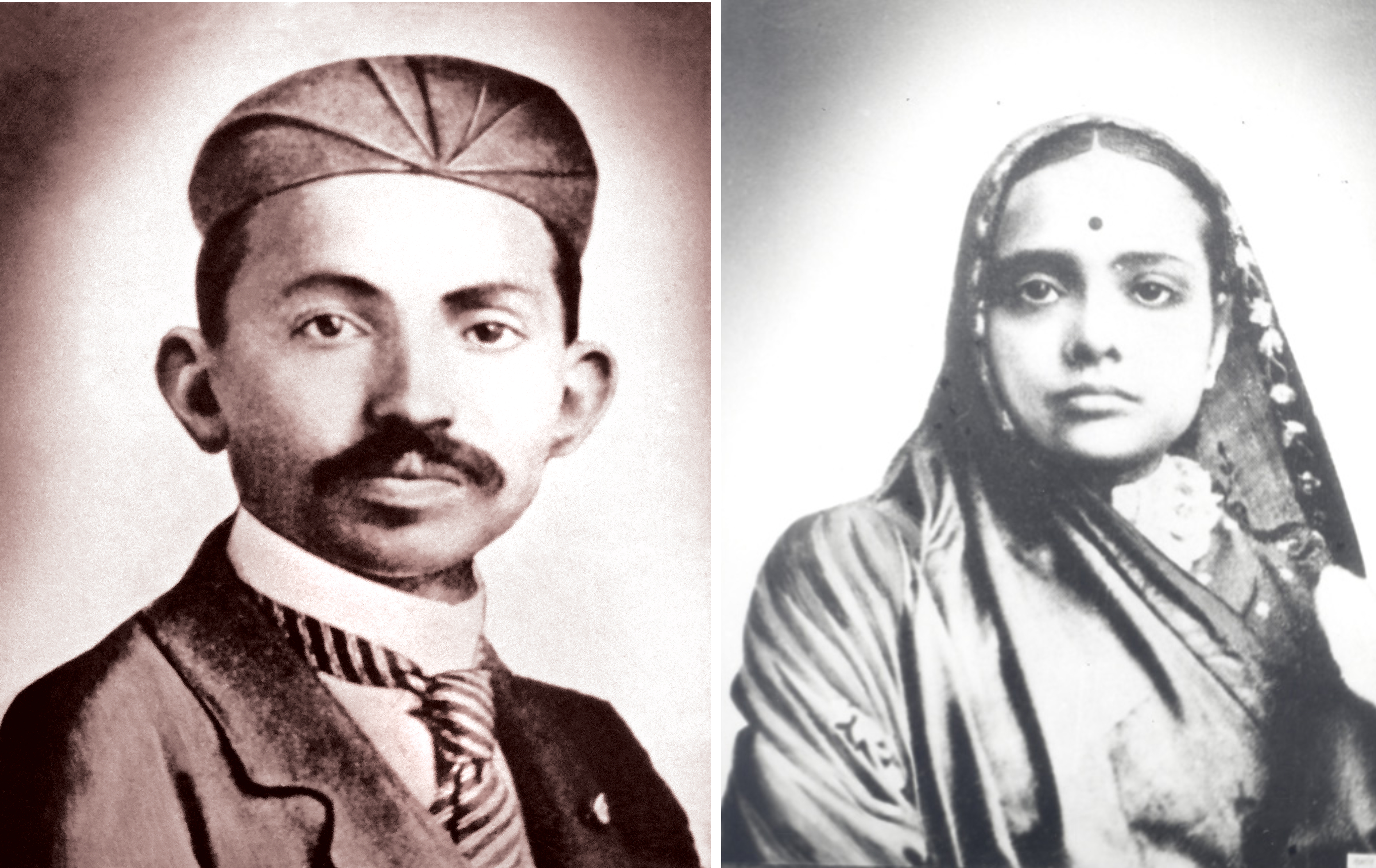
1902년의 간디와 그의 아내 카스투르바 간디.

7살 때 이미 그는 약혼을 했었지만 약혼녀들이 모두 차례로 죽어, 세 번째 약혼녀인 상인 집안의 딸인 카스투르바이 마칸지와 13세에 결혼한다. 간디는 아내와 그 뒤 방탕한 생활을 버리고 힌두교의 교리를 충실히 지키며 성욕(sex)을 자제하기도 했다. 그는 정액은 생명력의 근원이고 정액의 배출은 몸과 머리를 약하게 만든다고 믿었다. 그뒤로  스네미티즘 회춘은 심리적 효과에 불과] 보관됨 2008-12-20 - 웨이백 머신 서울경제 2008년 10월 22일자 기사</ref>
그는 보어 전쟁과 아프리카 전쟁 그리고 고 그들을 가까이 두었음에도 직접적인 성행위나 사정은 자제하였다 한다. 그는 어린시절 영국처럼 강해지려면 고기를 먹어야 한다는 한 친구의 말에 감화되어 고기를 먹은 적도 있었지만, 힌두교 신자로서 양심의 가책을 받아서 그만두었다고 한다. 간디는 영국 런던 대학교 유니버시티 칼리지 런던 (University College London: UCL)에 입학, 법학을 공부하여 1891년 변호사 자격을 취득했다.

### 독립운동

간디와 그의 학생 자와할랄 네루 1946년의 교사와 학생

그 후 남아프리카를 경유하여 귀국하였다 그러나 그의 어머니는 귀국 전 이미 별세한 뒤였다. 인도 라지코트와 봄베이에서 변호사 생활을 시작했지만 법정에서 말 한 마디 못하고 물러날 정도로 성격이 내성적이어서 능력을 인정받지 못하였다. 간디는 1년간의 계약으로 남아프리카의 인도계 상사에서 근무하였는데, 남아프리카공화국에서의 생활은 간디가 백인들에게 교통시설 이용, 취업 등에서 차별당하는 동족들을 보면서 독립운동을 다짐하게 했다.
1893년 남아프리카 공화국의 나탈 식민지에 부임하여, 변호사를 개업하였다. 그는 그곳에서 인도인들이 받고 있는 차별 대우를 깊이 체험하여 인종 차별 반대 투쟁 단체를 만들었다. 또한 톨스토이주의에 의거한 '비폭력 투쟁'의 단서를 열었다. 남아프리카 공화국인 트란스발 정부가 인도인 이민 제한을 위해 부과한 지문 등록을 거부하는 운동을 일으키다가 여러 번 투옥되었으나, 마침내 철회를 쟁취하였다.
남아프리카의 프리토리아에서 살던 시절 간디는 동포들이 처한 상황을 알게 되었고 그들의 권리와 의무를 찾게 하려고 노력했다. 그러다 1894년 6월, 1년 계약이 끝나고 환송잔치 자리에서 우연히 나탈 의회가 인도인의 선거권 박탈을 입법화하려 한다는 신문기사를 읽게 됐다.
1894년 7월 정치운동가로 변신한 그는 나탈 식민지 지방의회와 영국 정부에 보낼 탄원서를 작성하고 수백 명의 서명을 받았다. 인도인 차별법의 입법은 막는 것에는 실패하였으나 나탈·영국·인도에까지 나탈 인도인의 문제에 대한 관심을 홍보하는 데 성공했다. 1894년 더반에 머무르기로 결심한 그는 '나탈 인도국민회의'를 창설하고 인도인의 단결심을 고취시켰다. 또한 인도인에 대한 차별대우의 실상을 국제사회의 여론에 널리 알렸다.
제1차 대전이 일어나자, 귀국하여 노동 운동, 민족 해방 독립 운동의 지도에 전념하였다. 1915년 이후 1918년까지 그는 제1차 세계대전에서 영국의 입장을 지지하는 입장에 서기는 했지만 정치활동에는 잘 나서지 않았다. 그러나 전쟁이 끝나면 독립을 시켜주겠다고 했던 영국이 약속을 지키지 않고 1919년 반영 운동을 하면 체포 영장 발부 등의 적법한 절차없이 무조건 잡아갈 수 있는 즉, 반영운동을 이전보다 더욱 가혹하게 탄압할 수 있는 롤래트 법이 제정되자 그는 영국의 지배에 다시 반기를 들고 "우리는 빵을 구했지만 돌을 받았다"고 항의하면서, 전 인도인에게 영국 상품의 불매·납세 거부·공직 사퇴 등 영국에 대해 폭력없이 저항을 할 것을 호소하였다. 1919년 봄 그는 사티아그라하 투쟁을 선언하고 민중운동이 발생했지만 400명의 인도인이 영국군의 무자비한 발포로 학살당하면서 운동은 주춤하기도 했다.
1922년 체포되었으나 병으로 출옥하였으며, 1925년 국민 회의파 의장이 되었다. 1942년 영국에 대하여 인도 철퇴의 요구, 불복종 운동을 일으키다 투옥되었다. 석방된 후에도 인도 독립을 위해 활동하였으며, 델리에서 인도와 파키스탄과의 융화에 전력하였다.
한편, 김성수 전 동아일보 사장(호 인촌)이 본인(간디)에게 엄혹한 일제 치하에서 우리 민족과 언론이 나아가야 할 방향에 대해 조언을 구하자 이에 대한 답신을 인촌 선생에게 보냈는데 이 편지는 간디의 비폭력 저항운동의 근거지였던 인도 서부 사바르마티에 다른 유품들과 함께 보관되어 있다.

### 독립 이후
1947년 8월 15일 인도는 드디어 영국에서 독립을 했으나, 이슬람교도는 파키스탄으로, 힌두교도는 인도로 가는 민족분열이 벌어졌다. 당시 종교갈등으로 수만 명이 학살당하자, 간디는 이슬람교도와 힌두교도의 화해와 일치를 위해 일하였다. 하지만 그의 이러한 모습은 극단적 보수파 힌두교 신도들에게는 이슬람교도를 편드는 것처럼 보였으며, 결국 1948년 1월 30일에 뉴델리에서 열린 저녁 기도회에 참석했다가 반이슬람 성향의 힌두교 급진주의 무장 단체 국민 의용단의 나투람 고드세에게 총을 맞아 암살당했다. 그의 나이는 78세였다.
1930년 그는 미국 시사주간지 타임이 선정하는 ‘올해의 인물’에 선정되기도 했다. 간디는 노벨 평화상 수상 후보자에 4번이나 올랐으나 끝내 수상하지 못하였다.

## 가족 관계
- 아버지 : 카람찬드 간디
- 어머니 : 푸틀리바이
- 아내 : 카스투르바 간디
  - 아들 : 할리랄 간디
- 손자 : 아룬 마닐랄 간디
- 《자녀:할리랄 간디,마닐랄 간디,람다스 간디,데브다스 간디》

## 저서
- 《간디 자서전》(박홍규 옮김, 문예출판사, 2007)
- 《날마다 한 생각》(함석헌 역, 출판사 호미, 2001)
- 《힌두 스와라지(Hind Swaraj)》(안찬수 역, 출판사 강, 2002)

## 평가와 비판

#### 평화주의자
그의 종교 사상의 근본은 아힘사(무상해)였고, 인류애에 의한 폭력 부정만이 최후의 승리임을 확신하고 이를 그대로 정치 활동에 실천하였다. 육체적 욕망을 극도로 제한하고, 때로는 금식에 의해 속죄하였다. 또한 인도 인습인 사회적 계급 제도의 타파에 노력하였으며 불가촉천민의 해방을 실천하였다. 진실을 사랑하고 기만을 증오하였으며, 사회악에의 철저한 반항이 정치 활동의 강한 원동력이 되었다.
그는 일생 동안 정치적인 목적을 위한 폭력을 거부했는데, 그의 비폭력주의는 나라 안뿐만 아니라 국제적으로도 큰 영향을 주었다. 1918년 인도 국민회의의 지도자 역할을 맡은 것을 전후로 자유를 얻기 위한 투쟁의 선봉에 서면서, 간디는 인도의 상징 중 하나가 되었다고 평가된다. 또 그 때부터 ‘위대한 영혼’이라는 뜻의 ‘마하트마(Mahatma)’로 불리게 되었다. 간디 자신은 이런 명예를 좋아하지는 않았지만 지금도 마하트마 간디로 불린다.
1999년 4월 18일 미국의 뉴욕타임스는 지난 1천 년간의 최고의 혁명으로 영국의 식민통치에 저항한 간디의 비폭력 무저항운동을 선정하였다.뉴욕타임스 1999년 4월 18일자 "Best Revolution; The Peacemaker"

#### 종교적 너그러움
간디는 종교적으로 너그러워서 힌두교 이외의 종교인들과도 교류하였다. 그의 친구중에는 감리교 선교사인 스탠리 존스가 있었다. 스탠리 존스가 간디에게 기독교가 민중들에게 다가서려면 어떻게 해야 할지 지혜를 구하자, 간디는 "예수 그리스도 같은 삶"을 제안하였다.

### 비판

#### 사회운동의 모순
간디는 거룩하고 활발한 사회운동을 했지만, 노동자들에게 간디는 자본가들을 위해 봉사하는 지식인에 불과한 측면도 있다. 그는 1917년 파업권이 없는 노동조합결성 지원을 자본가들에게 제의해서 구자라트 주의 노동운동을 침체시켰는데, 이는 활발한 노동운동으로 노동인권을 쟁취해 간 봄베이의 노동자들과는 대조되는 모습이었다. 또한 1935년 가족임금제도(가족 중 한 명이 실직시 다른 가족의 임금을 인상하는 제도)를 받아들여, 힘없는 여성과 노인노동자들이 해고당하게 하였다. 제1차 세계 대전 때에는 전쟁에 협력하면 인도를 독립시켜주겠다는 영국의 회유에 현혹되어 인도의 전쟁가담에 관여했는데, 이는 그의 비폭력주의에 어긋나는 점이 있다. 참고로 비폭력주의는 대국인 인도 실정에는 부합할 수 있지만 약소국의 독립운동으로는 적합하지 않을 수 있어 실제로 많은 식민지 나라들이 이를 채택하지 않았다.
간디는 불가촉천민에 대한 사회적 차별에 분노했지만 결코 카스트 제도를 부정하지 않았고, 오히려 카스트제도를 떠받치고 있는 힌두교를 옹호하는데 일생을 보냈다. 2018년에는 간디의 흑인에 대한 인종차별적 면모에 반발하여 아프리카 가나 수도에 있는 가나 대학교에서 간디의 동상을 철거한다. 그런데 2019년 연세대학교에서는 인도로부터 간디 동상을 선물받아 인천 송도의 연세대 국제캠퍼스에 세운다.

#### 모순된 행동
- 성윤리의 모순

또한 1990년대 이후 간디의 부적절한 사생활이 알려지면서 비판의 대상이 되기도 했다.
간디 스스로도 성욕을 자제하는 것이 '칼날 위를 걷는 것과 같다'라고 어려움을 고백하기도 했지만, 환갑이 넘어도 끊이지 않는 몽정을 속죄하기 위해 발가벗은 수 명의 여성들과 함께 자기도 했다. 새색시에게 몸으로 자신의 몸을 따뜻하게 해 줄 것 부탁했는데, 알몸으로 간디의 몸을 데워 주었던 대부분의 여성들은 다른 여자들에 대한 질투심이 있었지만 간디로부터 받는 사랑을 잃어버릴까봐 두려워서 거절하지 못했다.
어린 소녀들과 동침한 일에 대해 평소 고백을 하기도 했었지만, 실상은 서양의 회춘법인 스네미티즘을 신봉했기 때문이라고 한다. 또한 그는 자신의 증손녀뻘 되는 친족인 마누 간디와도 동침하였는데, 작가 월리엄 샤일러는 이를 두고 '여성의 질투 심리를 교묘하게 이용한 바람둥이'라고 비판하였다.
1908년에는 동성 연인 칼렌바흐와 지내기 위해 부인 곁을 떠나 지낸다.
- 지나치게 엄한 아버지

그의 아들 할리랄 간디도 아버지의 뜻을 따라 인도 독립운동 등에 투신하며 '작은 간디'라는 이름을 얻으리만큼 노력하였으나, 자식을 소유물로 여겨 모든 것을 지배하려던 아버지에게서 탈출하기 위해 이슬람교로 개종한다. 위대한 남자들도 자식 때문에 울었다의 저자 모리시타 겐지로부터 '아들은 아버지의 위대한 삶을 위한 제단에 바쳐진 희생양'에 불과했다는 비판을 받기도 했다.
- 일구이언

그의 아내인 카스트루바이가 폐에 염증이 생겨 호흡기 질환으로 고통을 받았다. 이때 영국인 의사는 항생제를 주사하면 치유가 가능하다고 설득했지만 그는 영국인 의사의 진료를 믿을 수가 없다며 거절하였다. 아내가 죽고 며칠 뒤 그는 학질을 앓게 되었다. 그런데 이때 그는 영국인 의사에게 진료를 부탁했다. 장염에 걸렸을 때에는 영국인 의사의 시술을 받기도 하여 비판을 받고 있다.

## 같이 보기
- 사티아그라하
- 자와할랄 네루
- 민족해방운동
- 타고르
- 스와데시
- 스와라지
- 7가지 사회악(Seven Blunders of the World)
- 안나 하자레